# BR Standard Class 9F
Паровоз BR 9F — английский магистральный грузовой паровоз с осевой формулой 1-5-0. Был разработан под руководством Роберта Риддлза (Robert Riddles) и выпускался с 1954 по 1960 гг. Является одним из самых мощных паровозов английского производства. Предназначался для обслуживания ускоренных грузовых поездов, но на многих дорогах нередко работал и с пассажирскими поездами. Всего на двух заводах был построен 251 паровоз (Crewe Works — 198, Swindon Works — 53), причём последний паровоз серии (№ 92220  «Вечерняя звезда») стал последним построенным в Великобритании магистральным паровозом. В основном отстранение от работы данных паровозов активно велось в 1964—1968 гг.